# Chrysoritis felthami
Chrysoritis felthami is een vlinder uit de familie van de Lycaenidae. De wetenschappelijke naam van de soort is voor het eerst gepubliceerd in 1904 door Roland Trimen.

## Verspreiding
De soort komt voor in Zuid-Afrika (West-Kaap en Noord-Kaap).

## Levensloop
De rups leeft op Roepera flexuosa, Roepera morgsana en Roepera sessilifolia (Zygophyllaceae). De rups wordt bezocht door de mier Crematogaster peringueyi. De vliegtijd is van oktober tot half december en van februari tot begin mei.

## Ondersoorten
- Chrysoritis felthami felthami (Trimen, 1904)
- Chrysoritis felthami dukei (Dickson, 1967)